# Florens der Vogt
Florens auch Floris (genannt der Vogt oder der Vormund) (nl. Floris de Voogd) (* um 1228 in Antwerpen; † 24. März 1258) vertrat seinen Bruder König Wilhelm von Holland in dessen Stammland. Nach dem Tod Wilhelms wurde er dort Regent für dessen unmündigen Sohn Florens V.

## Leben
Er war ein Sohn von Graf Florens IV. von Holland und der Mathilde von Brabant. Er war damit ein Bruder des deutschen Königs Wilhelm von Holland. 
Zu diesem stand er in einem engen Verhältnis und diente seinem Bruder unter anderem als Zeuge bei Rechtsakten. Papst Innozenz IV. riet der Herzogin Gertrud von Babenberg 1251 vergeblich Florens zu heiraten.
Während der Abwesenheit seines Bruders war er mehrfach dessen Vertreter in Holland und Seeland. Er spielte eine Rolle in den Konflikten zwischen Holland und der Grafschaft Flandern sowie zwischen Flandern und der Grafschaft Hennegau. Er hat in dieser Sache im Namen seines Bruders und in eigenem Namen Verträge mit Gräfin Margarete II. geschlossen.
Er siegte 1253 zusammen mit Johann von Avesnes unterstützt von Dietrich von Kleve in der Schlacht bei Westkapelle gegen die Truppen der Gräfin Margarete von Flandern, die auf der Insel Walcheren eingefallen waren. Auch die gegnerische Flotte fiel den Siegern in die Hände, so dass auch die überlebenden Soldaten gefangen werden konnten. Unter diesen waren auch die beiden Söhne der Gräfin.
Nach dem Tod seines Bruders 1256 wurde er Vormund und Regent für dessen unmündigen Sohn Florens V. Während seiner Regentschaft hat er sich insbesondere um Zeeland gekümmert. Aus seiner Zeit stammt mit der sogenannten Keure van Zeeland eine erste Landesordnung für diese Region. 
Er heiratete Margaretha von Gui. Beim Friedensschluss von 1256 mit Flandern schwor er für den von Holland beherrschten, aber offiziell zu Flandern gehörigen Teil von Seeland dem Haus Flandern den Lehnseid. Dieser Schritt war umstritten und entsprach nicht der Politik seines Bruders. Daneben wurde die gemeinsame Herrschaft über den Rest von Seeland zu Gunsten von Holland beendet. Flandern hatte für die im Krieg entstandenen Schäden Entschädigung zu zahlen. Die Söhne der Gräfin Margarethe wurden freigelassen.
Im Jahr 1257 reiste er mit Bischöfen und anderen Herren nach England, um dem neu gewählten deutschen König Richard von Cornwall zu huldigen. Kurze Zeit später war er als Zeuge anwesend, als König Richard der Stadt Aachen ihre alten Rechte bestätigte.
Er wurde 1258 in einem Turnier getötet. Bestattet wurde er in Middelburg. Die Regentschaft übernahm Adelheid von Holland.